# Callilitha
Callilitha là một chi bướm đêm thuộc họ Crambidae.